# Осада Карфагена (239 до н. э.)
Осада Карфагена (239 год до н. э.) — осада мятежными наёмниками Карфагена в ходе восстания наёмников в Карфагене.
После победы Гамилькара и Нараваса мятежники казнили 700 пленных карфагенян. Примерно в это же время карфагенские наёмники на Сардинии взбунтовались и захватили власть над островом, но затем были изгнаны местными жителями. Гамилькар решил объединить силы с армией Ганнона, но полководцы поссорились. В Карфагене было решено позволить армии избрать командующего, а другого вернуть в столицу. Армия избрала Гамилькара.
В связи с морской бурей начались перебои со снабжением города, а города Утика и Гиппакрит внезапно перешли на сторону мятежников. Ободрённые этим, вожди повстанцев Матос и Спендий приступили к осаде Карфагена. В тылу у них находились войска Гамилькара и Ганнибала, мешавшие подвозу продовольствия повстанцам. Карфагеняне получили дипломатическую поддержку от Сиракуз (также, вероятно, и продовольственную помощь) и Рима.
Гамилькар и Наравас настолько успешно действовали на коммуникациях противника, что Матос и Спендий были вынуждены снять осаду.